# 林冠

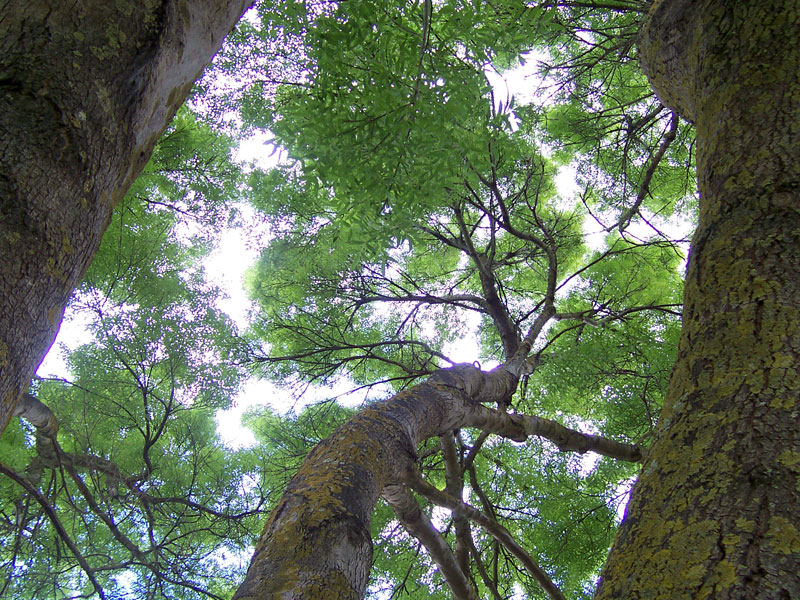
森林的林冠

在生物學中，林冠是指植物羣落或農作物裡的離地部分，特別是樹林中各棵林木树冠（單一樹木主幹以上的部分）组成的连续状态集合体。林冠包括了樹冠所有的叶片、枝条、小枝及附生植物。林冠通过捕获太阳能并驱动水分在土壤和大气之间的交换，成为陆地生命形式的中心和食物链的基础。全球90%以上的生物量都是通过林冠与大气层发生作用形成的。林冠被称为“最后的生物前沿”、“地球的第八大洲”。
有時該術語林冠，是用來指個別樹或一組的樹木的葉子的外層的範圍。通常一棵樹有茂密的樹冠，会阻止阳光照到在低处生長的植物。

## 參看
- 林冠研究
- 熱帶雨林

## 外部連結
- Canopy Database （页面存档备份，存于）
- International Canopy Access Network （页面存档备份，存于）